# 日野市立三沢中学校
日野市立三沢中学校(ひのしりつ みさわちゅうがっこう）は、東京都日野市三沢一丁目17-4に位置する公立の中学校である。生徒や近隣住民からは三沢中の略称で親しまれている。

## 沿革
- 1977年（昭和52年）4月1日 - 開校

## 学校目標
1. みずから学び真の学力をつけよう
2. 豊かな心をもちみんなと協力しよう
3. からだをきたえ健全な心身をつくろう

## 校歌
- 作詞　目崎正明　作曲　大宅寛

## 部活動

### 文化系
- 吹奏楽部
- 合唱部
- 家庭科部
- 美術部
- 科学部
- 囲碁将棋部
- ボランティア部
- イラストデザイン部
- 文芸部
- まな部
- 地域活動部

### 運動系
- 野球部
- 陸上部
- サッカー部
- 男子バスケットボール部
- 女子バスケットボール部
- 女子バレーボール部
- ソフトボール部
- 男子硬式テニス部
- 女子硬式テニス部
- 卓球部…2016年度に関東大会出場
- 剣道部

## 著名な出身者
- 佐々木千隼（プロ野球選手）野球部出身。
- 安部柊斗（プロサッカー選手）
- 佐々木俊輔　（プロ野球選手）

## 交通
- 京王線、多摩都市モノレール高幡不動駅から徒歩10分。
- 京王線百草園駅から徒歩8分。

## 通学区域
- 新井一丁目、二丁目1から18番地
- 新井二丁目19から28番地、三丁目
- 新井（大字）540から626番地、1000番地から
- 新井(大字)627から931番地
- 石田、落川、高幡
- 万願寺五丁目、六丁目1から38番地
- 三沢一丁目1から23番地、25から29番地、32番地、33番地、41番地、 三沢1から532番地、1077から1213番地、1500番地から
- 三沢一丁目24番地、30番地、31番地、34から40番地、三丁目39番地(除く39番地の1から5)、41番地、45から54番地
- 三沢二丁目、三丁目1から15番地、16番地(除く16番地の1から4)、23から26番地、三沢960から1041番地の1、1230から1320番地
- 百草1から356番地、357番地の3、358から365番地、366番地の2から9、402番地、403番地、1219から1300番地、2001から2101番地
- 百草357番地の1から6（除357番地の3）、366番地の1、367から401番地、404から916番地(除く914番地の85)、917番地(除く917番地の1)、918から998番地、999番地の25・28、1000から1079番地[1]

## 主な進学元小学校
- 日野市立潤徳小学校[2]
- 日野市立日野第八小学校
- 日野市立七生緑小学校

## 関係項目
- 東京都中学校一覧